# Rafał Janicki
Rafał Janicki, né le 5 juillet 1992 à Szczecin en Pologne, est un footballeur polonais qui évolue au poste de défenseur central au Górnik Zabrze.

## Biographie

### Carrière en club
Né à Szczecin en Pologne, Rafał Janicki est formé au KP Chemik Police (en), puis au Lechia Gdańsk. Il joue son premier match en professionnel avec ce club lors d'une rencontre de championnat face au Widzew Łódź, le 20 novembre 2010. Il est titularisé et son équipe s'impose par trois buts à un.
Le 14 juillet 2017, Rafał Janicki rejoint le Lech Poznań sous la forme d'un prêt de deux saisons.
En janvier 2021 il rejoint le Podbeskidzie Bielsko-Biała. Le transfert est annoncé dès le 14 décembre 2020 et il signe un contrat d'un an et demi.
Il se fait remarquer dès son premier match pour le club en marquant son premier but, le 31 janvier 2021 contre le Legia Varsovie, en championnat. Titulaire ce jour-là, il donne la victoire à son équipe en étant l'unique buteur de la partie .
Après la relégation du Podbeskidzie Bielsko-Biała Rafał Janicki quitte le club afin de poursuivre sa carrière en première division et il signe le 16 juillet 2021 en faveur du Górnik Zabrze, pour un contrat courant jusqu'en juin 2022 avec une année supplémentaire en option.
Il inscrit son premier but pour le club le 26 septembre 2021, lors d'une rencontre de championnat face au Bruk-Bet Termalica Nieciecza. Titularisé, il ouvre le score, mais ne peut empêcher la défaite de son équipe (3-1 score final).

### En sélection
Il est convoqué avec l'équipe de Pologne des moins de 20 ans en 2011.
Rafał Janicki joue son premier match avec l'équipe de Pologne espoirs le 23 mars 2013, lors d'un match amical contre la Lituanie. Il est titularisé et son équipe s'impose par trois buts à zéro.